# Tanycoryphus criniger
Tanycoryphus criniger är en stekelart som beskrevs av Wallace A. Steffan 1950. Tanycoryphus criniger ingår i släktet Tanycoryphus och familjen bredlårsteklar.
Artens utbredningsområde är:
- Moçambique.
- Zimbabwe.

Inga underarter finns listade i Catalogue of Life.